# منطقة السلمية
منطقة السلمية منطقة سورية إدارية تتبع محافظة حماة ومركزها مدينة السلمية، وترتفع عن سطح البحر 475م واكتسبت أهميتها من الموقع الإستراتيجي وذلك لمجاورتها البادية وقربها من المعمورة، تحدث عنها ياقوت الحموي في كتابه معجم البلدان، وقد كانت المدينة مقرًا للدعوة الإسماعيلية. بلغ تعداد سكان المنطقة 186,337 نسمة حسب التعداد السكاني لعام 2004.

## عنها
من أهم معالم منطقة السلمية الأثرية والتاريخية، مزار الخضر الذي يقع في الجهة الشمالية من المدينة وقد شيد فوق قمة جرداء وكان قديمًا عبارة عن دير للمسيحية وتحول إلى مسجد بعد الفتح الإسلامي، السور الذي شيده نور الدين الزنكي والذي أحاط بالمدينة، معبد زيوس المعروف اليوم باسم مقام الإمام إسماعيل، قلعة السلمية الذي يعود بناؤها إلى العهد اليوناني والروماني. ومن أشهر المثقفين الذين ينتمون إليها : الشاعر والأديب محمد الماغوط.

## نواحي منطقة السلمية
- ناحية مركز السلمية
- ناحية بري الشرقي
- ناحية السعن
- ناحية صبورة
- ناحية عقيربات